# 米勒冰原島峰 (恩德比地)
67°2′S 55°11′E / 67.033°S 55.183°E
米勒冰原島峰是南極洲的冰原島峰，位於恩德比地，處於斯托雷古特山西南面20公里，根據澳大利亞探險隊的測量和空中照片繪入地圖。